# Orazio Spinola
Orazio Spinola (ur. ok. 1547 w Genui, zm. 24 czerwca 1616 tamże) – włoski kardynał.

## Życiorys
Urodził się około 1547 roku w Genui, jako syn Giovanniego Spinoli i Gironimy Dorii. Studiował na Uniwersytecie Padewskim, gdzie uzyskał doktorat utroque iure. Po studiach został referendarzem Najwyższego Trybunału Sygnatury Apostolskiej i wicelegatów w Bolonii i Ferrarze. 26 grudnia 1600 roku został wybrany arcybiskupem Genui, a 1 kwietnia następnego roku przyjął sakrę. 11 września 1606 roku został kreowany kardynałem prezbiterem i otrzymał kościół tytularny San Biagio dell’Anello. Zmarł 24 stycznia 1616 roku w Genui.